# Леонтије Ростовски
Леонтије Ростовски (умро 1077) - епископ Ростовско-Суздаљски. Поштован од стране Руске православне цркве у лику светитеља. Прославља се 23. маја (по јулијанском календару).

## Порекло и ране године
Свети Симон, епископ Владимирско-суздаљски, у писму Кијевско-печерском архимандриту Акиндину, приложеном Печерском патерикону, наводећи постриге Кијево-печерског манастира и међу њима називајући светог Леонтија, назива га трећим „грађанином руског света“. Житије овог светитеља, сачувано у бројним црквеним књигама. Наводи се да је био Грк, родом из Цариграда. Митрополит Макарије, мирећи ове противречности, признаје да је Леонтије могао бити Грк који је касније дошао у Русију. Василиј Кључевски се залаже за руско порекло Леонтија. Служба овом светитељу, сачувана аутора епископа ростовског Јована, који је 1190-1214. године био на ростовском трону, савременик и близак познаваоц епископа Владимирског Симона, потврђује, по његовом житија, грчко порекло светог Леонтија: „из царског града, као сунце, обасјао си град Ростов“, у исто време каже: „волео си од младости Христа ругао си се идолу и подлом идолопоклонству, посветио си храм себи“ и тиме указује на његово руско порекло. У житијама 4. издања и у прологу о Светом Леонтију каже се: „Руски и грчки језик је добро разумео али руске и грчке књиге су мудре и приповедач је од младости био” .
Крштен је у детињству („посвећен од пелена, од младих дана“), затим је, по наредби кнеза Владимира или Јарослава, одведен „у књишко учење“ („Руске књиге су од младости приповедач“ ), са циљем да временом уздигне до духовног достојанства („јер те је Бог најпре изабро од младости, оче, пастир оваца речи, па ће видети пречасно лице твоје“).
Захваљујући школском васпитању и учењу светих књига, свети Леонтије је од малих ногу осећао привлачност за монашки живот и послат је или добровољно отишао у Цариград на даље учење, где је, могуће, и замонашен. По повратку из Цариграда дошао је у Печерски манастир код монаха Антонија, што је било не раније од 1032. године, одакле су га лица која су била на челу тадашње власти позвана на ростовску катедру као образованог руског монаха и хиротонисан је за епископа, као први од монаха Печерских. У времену пре 1051. године, уздигнут у чин митрополита кијевског.
У Ростову се Свети Леонтије показао као усамљени борац за хришћанску веру, пошто Ростов, после смрти кнеза Бориса Владимировича, дуго није имао своје кнезове, а иако је 1054. године, после смрти Јарослава Мудрог, три године након што је Леонтије стигао у Ростов, овај је пао у наследство сину Јарослава Всеволода, али је Всеволод живео током читаве владавине у Перејаслављу Руском или у самом Кијеву, док је његов син Владимир Мономах своје младе године провео у војним пословима или у близини свог оца. Истина, први епископ ростовски Теодор подигао је храст, „диван и велики“, према летопису, у Ростову саборну цркву у име Успења Богородице још у време светог Владимира, 991. године и под њим је установљено црквено свештенство, али хришћана је било мало, а сам свети Теодор, као и његов наследник Иларион, беху срамно прогнани из града.
Непријатељски дочекан од старешина града Ростова, Леонтије се настанио у саборној цркви и, пре свега, преузео просветљење свештенства. Споменик овој просветитељској делатности светог Леонтија је „Поука и казна свештенику о свему, како доликује деци да им дају своје духовне поуке и епитимију, по заповести и по правилу светог отаца“, која је до нас дошла и приписана му у два рукописа. Ово учење не личи на друге који носе исто име. Говори о значају свештенства, покајања, крштења, васкрсења мртвих и монотеизма. Међутим, професор Николај Николски каже да се у већини списа ово учење приписује митрополиту Кирилу (пре 1280).
Свети Леонтије је толико волео црквено свештенство, организовано духовно и морално просветљено, да је са собом у гроб понео свитак са именима свештенства које је поставио: после проналаска моштију „видео си великог Леонтија ... држећи у руци свитак у коме су писани и презвитери и ђакони, али их нисам својом руком поставио.“
Истовремено са „казнама“ свештенства, Леонтије се трудио да проповеда хришћанске истине становницима Ростова – паганима из многољудног Маријиног племена, али је његова отворена проповед наишла најпре на тихи отпор, а затим и на њихову отворену побуну: неколико пута су га терали и, коначно, потпуно га протерали из града. Затим се настанио ван града код малог потока Брутовштице, где је подигао малу дрвену цркву у име светог Архангела Михаила. Подвизавајући се овде у посту и молитвама, посејао је семе хришћанске вере у срцима ростовске омладине, коју је у ту сврху призвао к себи и нахранио пшеницом куваном са медом. Временом се свети Леонтије поново настани у граду и ревносно проповеда реч Божију и тамо крсти многе младе и одрасле.
Успех мисионарства светог Леонтија отврднуо је срца становника Ростова паганске вере, и они су одлучили да га убију. Једном су са оружјем у рукама пришли саборној цркви и захтевали да светац изађе. „Свештеници и ђакони Саборног храма су се уплашили и почели да моле свог архипастира да не излази и тајно се крије од идолопоклоника који су били спремни да га убију. Али он, обувши се у епископске одежде, заједно са свештеницима и ђаконима, који су се, по његовој заповести, обукли у свештене одежде, пустио је народ у храм. Погођени светитељевом храброшћу и небеском светлошћу која је избијала из његовог лица, незнабошци падоше на земљу, осетили су телесну обамрлост и као мртви, лежали су на земљи пред ногама светитеља. Помоливши се Господу, подигао их је и исцелио; на његов позив примили су његову веру и крстили се, и од тог времена почиње да расте црква у Ростову. „Тада поче да се разилази тама идола, и заблиста светлост побожне вере“, каже се у древном славословљу светом Леонтију.
Податак о погибији светог Леонтија је контрадикторан: по једнима упокојио се у свету, по другима, убила га је руља незнабожаца; неки приписују његову смрт 1070. године, други верују да је убијен 1073. године. Еугене Голубински указује да је умро око 1077. године. У сваком случају, сви списи житија на које је указао митрополит Макарије, у складу са првим и другим издањем посланице светог Симона, говоре о мирној смрти светог Леонтија. А епископ ростовски Јован у канону светитељу прославља Светог Леонтија као блаженог и преподобног, али не као мученика. А у служби овом светитељу, састављеној истовремено са каноном и, највероватније, од истог епископа Јована, јасно се говори о његовој мирној смрти: „Господе, завапих“ на Великом Вечерњи).
Свето тело светог равноапостолног Леонтија сахрањено је у Саборној Успенској цркви у граду Ростову, а пронађено је нетрулежно 1162. године при копању ровова испод зидова камене саборне цркве.